# بنده بریتانیا
بنده بریتانیا در گذر زمان معانی قانونی متفاوتی داشته‌است.
سابقاً بندهٔ بریتانیا در اشاره به شهروندی دفاکتو بریتانیا و امپراتوری بریتانیا به کار می‌رفت، و تا ۱۹۴۹ به‌طور کلی به هر شخصی اشاره داشت که در بریتانیا یا امپراطوری بریتانیا از جمله مستعمره‌هایی چون کانادا و استرالیا (ولی نه تحت‌الحمایه،  مثل کشورهای امیری) متولد شده یا تابعیت آن را کسب کرده باشد. این لفظ بین سال‌های ۱۹۴۹ تا ۱۹۸۳ تفاسیر پیچیده تری داشت.
هم اکنون لفظ بنده بریتانیا در قانون تابعیت بریتانیا به طبقهٔ محدودی از مردم که در بخش چهارم لایحهٔ تابعیت بریتانیای ۱۹۸۱ تعریف شده‌اند اشاره دارد. بر اساس آن لایحه، دو گروه از مردم «بنده‌های بریتانیا» می‌شوند؛ نخست مردمی اهل ایرلند که پیش از ۱۹۴۹ متولد شده بوده که از قبل مدعی وضعیت بندگی هستند، و دوم شماری از مردم که پیشتر «بنده بریتانیا بدون شهروندی» دانسته می‌شدند و شهروند هیچ کشور دیگری دانسته نمی‌شدند. این گروه دوم عموماً مقیمان مستعمراتی بودند که مستقل شدند ولی شهروند کشور جدید نشدند. این وضعیت موروثی نیست، و با کسب هر شهروندی دیگری از دست می‌رود؛ بدین ترتیب با مرگ آخرین بندهٔ باقی‌مانده منقرض می‌شود.
لفظ بنده از آنجا به جای شهروند به کار می‌رود که در یک پادشاهی، پادشاه منشأ اقتدار و کسیست که تمامی قدرت قانونی در حقوق مدنی و قوانین نظامی به نام او اعمال می‌شود. مردم یک پادشاهی در دوره‌های گذشته بندگان پادشاه قلمداد می‌شدند که الزامات معینی نظیر ابراز وفاداری و زین رو برخورداری از حمایت تاج بر آنان حکمفرما بود.